# بابلو أيمار
بابلو سيزار ايمار جيوردانو (بالإسبانية: Pablo Aimar)‏ لاعب كرة قدم معتزل أرجنتيني وحاصل على الجنسية الأسبانية ولد في ريو كوارتو بمدينة كوردوبا الأرجنتينية في 3 نوفمبر 1979, عاش في أسرة متوسطة الحال، وبدأ يمارس كرة القدم منذ أن كان طفلا في المدرسة والتحق بفريق البراعم في ريفر بليت الأرجنتيني، وتدرج حتى وصل لسن الناشئين والشباب، ونتيجة لموهبته ومهارته تم ضمه للعب في صفوف المنتخب الأرجنتيني للشباب حيث قدم ايمار مستويات فنية عالية تنبئ بقدوم موهبة جديدة في عالم كرة القدم.
البداية الفعلية كانت عام 1996 حيث شارك أيمار مع الفريق الأول لـريفر بليت في البطولة الأرجنتينية كلاعب احتياطي، وتم ضمه للعب مع منتخب بلاده في أولمبياد اتلانتا 96. ولكنه لم يشارك كلاعب أساسي لصغر سنه. كثيراً ما كان يقال أن ايمار كان يماس مهنة الطب ثم اتجه إلى كرة القدم لكنه لم تسلط الأضواء كثيراً على موهبته الفذة ربما لانه لم يلعب لأندية مثل ريال مدريد أو برشلونة أو لأحد الأندية العريقة ولم يعطى فرصة تذكر في منتخب بلاده.

## روابط خارجية
- بابلو أيمار على موقع الاتحاد الدولي (مؤرشف)  (الإنجليزية)
- بابلو أيمار على موقع الاتحاد الأوربي (الإنجليزية)
- بابلو أيمار على موقع قاعدة بيانات كرة القدم.إي يو (الإنجليزية)
- بابلو أيمار على موقع بيانات كرة القدم. دي إي (الألمانية)
- بابلو أيمار على موقع ليكيب (الفرنسية)
- بابلو أيمار على موقع ناشيونال فوتبول تيمز (الإنجليزية)
- بابلو أيمار على موقع Soccerway.com (الإنجليزية)
- بابلو أيمار على موقع عالم كرة القدم.نت (الإنجليزية)
- بابلو أيمار على موقع AS.com (الإسبانية)